# María Teresa Obregón Zamora
María Teresa Obregón Zamora (Alajuela, 7 de marzo de 1888 - San José, 29 de septiembre de 1956) fue una profesora, sufragista y política de Costa Rica. Formó parte del grupo que creó la Asociación Nacional de Educadores (ANDE) y luchó por la emancipación de las mujeres. Después de ganar el voto,  ayudó a fundar el Partido Liberación Nacional de Costa Rica y fue una de las primeras tres mujeres elegidas como diputadas de la Asamblea Legislativa de Costa Rica. En 2002, Obregón fue honrada como miembro del grupo inaugural de mujeres incluidas en la Galería de las Mujeres de Costa Rica.

## Primeros años
Obregón Zamora nació en Alajuela, el 7 de marzo de 1888. Sus padres eran profesores y fue sobrina del educador y fundador de la biblioteca nacional, Miguel Obregón Lizano. Tras completar su educación primaria en la Escuela Central de Alajuela, Obregón asistió al Colegio Superior de Señoritas, obteniendo sus credenciales de profesora en 1905.

## Carrera
Obregón empezó a enseñar el año siguiente en la Escuela Superior de Niñas N.º 2, que más tarde se convertiría en la Escuela Julia Lang. Enseñó en la escuela hasta 1916, y el año siguiente se casó con el educador e intelectual Omar Dengo Guerrero, el primer director de la escuela Normal del país. La pareja tuvo cuatro niños, Jorge Manuel, Omar, Gabriel y María Eugenia, y les criaron en la ciudad de Heredia. Jorge Manuel (1918-2012) se convertiría en el vicepresidente de Costa Rica, Gabriel (1922-1999) en un arqueólogo aclamado, y María Eugenia (1926-2014) sería una educadora, Ministra de Educación y Decana de la Facultad de Educación en la Universidad de Costa Rica. Durante los primeros años Obregón crio a su familia, no enseñó, pero colaboró con su marido en revistas literarias y estudiantiles, como Universo y Nosotros. Dengo murió en 1928 y Obregón volvió a la enseñanza para apoyar a su familia.
Tras su jubilación en 1941, Obregón continuó enseñando de forma privada y empezó a trabajar con activistas y organizadores para mejorar el sistema de educación y el acceso político de las mujeres en el país. Fue una de las cofundadoras de la Asociación Nacional de Educadores (ANDE) y sirvió en la Junta de Educación de San José. En 1943, se unió a los estudiantes y mujeres en las protestas conocidas como las "Mujeres del 15 de mayo" para oponerse a las prohibiciones a la participación política y en prensa de las mujeres para el sufragio. En 1947, Obregón se unió a Emma Gamboa y organizaron un grupo de mujeres, que incluía a Clarisa Blanco, Rosario Brenes de Facio, Amalia Chavarría de Rossi, Claudia Cortés, Aurelia Pinto de Ross, María del Rosario Quirós Salazar, Etilma Romero de Segura, Cristina Salazar de Esquivel, y Marta Uribe de Pagés, para manifestarse, junto a alrededor de otros 5,000 participantes, contra el fraude y las irregularidades electorales en las próximas elecciones de 1948. Las elecciones desencadenaron la Guerra Civil en Costa Rica, y al final de la guerra las mujeres finalmente obtuvieron el derecho al voto y a participar en la política.
Entre 1948 y 1952, Obregón sirvió en el Ministerio de Educación y en 1951 sirvió como delegada de la Comisión Interamericana de Mujeres.  Ese mismo año fue confundadora del Partido de Liberación Nacional (PLN) y encabezó el Comité de las Mujeres del partido.  Obregón fue una de las primeras tres mujeres delegadas en ganar un asiento en la legislatura costarricense, cuando en 1953, la primera elección en la que las mujeres pudieron votar, ella, Ana Rosa Chacón y Estela Quesada ganaron escaños en la Casa de Diputados. Sirvió también como la primera Secretaria de la Junta de la Asamblea Legislativa, y se la reconoce como la primera mujer en dar un discurso en la Asamblea Legislativa.

## Fallecimiento
Falleció en San José, el 29 de septiembre de 1956, antes de que su mandato hubiera expirado.

## Legado
En 2002, Obregón fue incluida en la Galería de las Mujeres de Costa Rica como miembro del grupo inaugural de mujeres por sus contribuciones a la educación y por fundar la asociación de profesores nacional. El Plan de Desarrollo Nacional adoptado en 2010, para mejorar la infraestructura y guiar la gobernanza del país, lleva su nombre.

### Citas
1. 1 2 3 4 5  Castegnaro, 1998.
2. 1 2 3 4 5 6 7 8 9 10  Instituto Nacional de las Mujeres, 2009.
3. ↑  Vargas, 2012.
4. ↑  Prucha y Case, 2004, pp. 13-16.
5. ↑  Chaves Espinach y Herrera F., 2014.
6. ↑  Gamboa, 1990, p. 195.
7. ↑  Rodríguez S., 2015, p. 22.
8. ↑  Barahona, 2014.
9. ↑  Oviedo, 2010.
10. ↑  Briceño Obando, 2002.